# Riama kiziriani
Riama kiziriani là một loài thằn lằn trong họ Gymnophthalmidae. Loài này được Sánchez-Pareco, Aguirre-Penafiel & Torres-Carvajal mô tả khoa học đầu tiên năm 2012.